# ماکوتو کومادا
ماکوتو کومادا (انگلیسی: Makoto Kumada; ۱۷ ژانویهٔ ۱۹۲۰ – ۲۸ ژوئن ۲۰۰۷) شیمیدان اهل ژاپن بود. واکنش جفت‌شدن کومادا در شیمی آلی به افتخار وی نامگذاری شده است.